# Saison 11 de Clem
Chronologie
Saison 10 Saison 12
Cet article présente le guide des épisodes de la onzième saison de la série télévisée française Clem.

## Synopsis
Après son licenciement et sa rupture avec Fred, Clem a retrouvé un travail d'assistante juridique dans le cabinet de Nathalie. Mais un nouveau venu inattendu à Cheynouville, Matthieu, risque fort de pimenter son quotidien... Adrian, de son côté, a enfin récupéré son poste de proviseur et a trouvé une place de surveillante à Amélie. Et pour Valentin, c'est la rentrée en terminale, avec Izia et déjà des projets pour l'après bac... Mais Clara, son ex, a une nouvelle importante pour lui... Et cette nouvelle va tout changer....

## Distribution

### Acteurs principaux
- Lucie Lucas : Clémentine Boissier , dite Clem
- Joséphine Berry : Salomé Boissier
- Jean Dell : Michel Brimont
- Carole Richert : Marie-France Brimont
- Thomas Chomel : Valentin Brimont
- Agustín Galiana : Adrian Moron
- Maëva Pasquali : Inès Munoz
- Élina Solomon : Emma Thévenet
- Elsa Houben : Victoire Brimont
- Lily Nambininsoa : Izia Gacem, ex-petite amie de Valentin
- Keanu Peyran : Pablo Moron, le fils d'Adrian et Alyzée
- Marion Seclin : Clara, ex-petite amie de Valentin

### Acteurs récurrents et invités
- Loup-Denis Elion : Matthieu Colina, avocat et père d'Izia Gacem  [1]
- Gabriel Dryss : Joris, meilleur ami de Valentin
- Cristiana Réali : Nathalie, avocate
- Karina Testa : Amélie, surveillante du lycée et petite-amie d'Adrian
- Emmanuelle Bouaziz : Alma, professeure et directrice de l'école de danse et ex-petite amie d'Adrian

## Épisodes

### Épisode 1: Le château de cartes
- France : 19 avril 2021 sur TF1
- Belgique : 15 avril 2021 sur la une
- Suisse : 17 avril 2021 sur RTS Un

- France :  4.06 millions de téléspectateurs (16,3 % de parts de marché)

### Épisode 2: Chacun son chemin
- France : 19 avril 2021 sur TF1
- Belgique : 15 avril 2021 sur la une
- Suisse : 17 avril 2021 sur RTS Un

- France :  3,55 millions de téléspectateurs

### Épisode 3: L’âge de raison
- France : 26 avril 2021 sur TF1
- Belgique : 22 avril 2021 sur la une
- Suisse : 24 avril 2021 sur RTS Un

- France :  3,33 millions de téléspectateurs

### Épisode 4: Papa trop tôt
- France : 26 avril 2021 sur TF1
- Belgique : 22 avril 2021 sur la une
- Suisse : 24 avril 2021 sur RTS Un

- France :  2,85 millions de téléspectateurs

### Épisode 5: Je te retrouverai
- France : 3 mai 2021 sur TF1
- Belgique : 29 avril 2021 sur la une
- Suisse : 1er mai 2021 sur RTS Un

- France :  3,54 millions de téléspectateurs

### Épisode 6: Famille de cœur
- France : 3 mai 2021 sur TF1
- Belgique : 29 avril 2021 sur la une
- Suisse : 1er mai 2021 sur RTS Un

- France :  3,1 millions de téléspectateurs